# Godzina z... Nataszą Zylską
Godzina z... Nataszą Zylską (zapis stylizowany: godzina z ... nataszą zylską) – piąty album kompilacyjny Nataszy Zylskiej wydany na nośniku CD przez Teddy Records w 2012 roku. Płyta zawierała nagrania artystki z lat 1956–1959

## Lista utworów
1. Baiao bongo (Heinz Gietz – Zygmunt Sztaba)
2. Skromna panienka (Bob Merrill – Anna Jakowska)
3. Pikulina (Wiktor Stryjkowski – Janusz Odrowąż)
4. Foxtrot deszczowy (Edward Maj – Stanisław Werner, Bogusław Choiński)
5. Klipsy (Hanna Skalska – Kazimierz Szemioth)
6. Pik, pik, pik (Władysław Szpilman – Bronisław Brok)
7. Kakaowe mambo (Waldemar Kazanecki – Anna Jakowska)
8. Klementynka bawi się (Adam Markiewicz, Jerzy Mart – Bogusław Choiński, Jan Gałkowski)
9. Ulubiony Dixieland (Waldemar Kazanecki – Anna Jakowska)
10. Za szybą mgły (Waldemar Kazanecki – Anna Jakowska)
11. Kukurydza (Hanna Skalska – Kazimierz Szemioth)
12. Jesienna rumba (Hanna Skalska – Kazimierz Szemioth)
13. Marianna (Richard Dehr, Frank Miller, Terry Gilkyson – Anna Jakowska)
14. Ja nie mogę tamtej drugiej znieść (Adam Wiernik, Bogusław Klimczuk – Jan Gałkowski, Bogusław Choiński)
15. Karnawał w Rio (Waldemar Kazanecki – Anna Jakowska)
16. Choć wiem (Hanna Skalska – Kazimierz Szemioth)
17. Chociaż raz powiedz nie (Marek Sart – Zbigniew Kaszkur, Zbigniew Zapert)
18. Trzy kurki (Bill Haley, Marshal Lytle, Billy Williamson – Anna Jakowska)
19. To brzydko Roberto (Irena Garztecka – Tadeusz Śliwiak)
20. Ju-bi-ju-ba (Ferraldo – Anna Jakowska)
21. Kasztany (Zbigniew Korepta – Krystyna Wodnicka)

## Charakterystyka albumu
Album Godzina z... Nataszą Zylską zawiera utwory artystki nagrane w latach 1956–1959 dla wytwórni Polskie Nagrania przegrane z archiwalnych płyt wytwórni wydawanych w latach 50. i 60. Nagrania zawarte na płycie pochodzą z różnych sesji nagraniowych, podczas których artystka zarejestrowała utwory z towarzyszeniem zarówno orkiestr, jak i zespołów instrumentalnych.

## Muzycy
- Natasza Zylska – śpiew
- Chór Beltono – śpiew
- Orkiestra Taneczna Polskiego Radia p/d Jana Cajmera (4,6,12,16)
- Orkiestra Taneczna Polskiego Radia p/d Kazimierza Turewicza (5,11,14)
- Orkiestra Taneczna Polskiego Radia p/d Edwarda Czernego (3,8,17,19)
- Orkiestra Taneczna Waldemara Kazaneckiego (1)
- Septet Instrumentalny Juliusza Skowrońskiego (2,7,9-10,13,15,18)
- Zespół Alana Guzińskiego (20,21)

## Realizatorzy
- Rekonstrukcja nagrań – Teddy Records
- Redakcja – Janusz Świąder

## Okładka
- Projekt graficzny – Tadeusz Stolarski, Marcin Sikora
- Koloryzacja zdjęcia – Artur Wieicki